# الجهاز العسكري الداخلي
الجهاز العسكري الداخلي، هو جهاز مكافحة تجسس عسكري مسلح، وشرطة عسكرية، وشرطة عسكرية سرية، ضمن هيكل وزارة الدفاع الوطني أو اختصارا (إم أو إن). خدم الجهاز وصان القوات المسلحة البولندية من مؤسسات إم أو إن الغربية والوسطى خلال السنوات ما بين عام 1957 وعام 1990 في جمهورية بولندا الشعبية واختصارا بي أر إل.

## تاريخ جهاز مكافحة التجسس البولندي بعد الحرب العالمية الثانية

### خلفية
عندما بدأ الشيوعيون البولنديون بموافقة جوزيف ستالين في إنشاء وحدات عسكرية بولندية في الاتحاد السوفييتي. شُكّلت الوحدة الأولى في 14 مايو 1943، وكانت فرقة المشاة البولندية الأولى تاديوش كوشتيوشكو.
وبعد يوم، في 15 مايو عام 1943 في مقر الفرقة من قبل السوفييتيين ما يسمى المعلومات العسكرية (آي دبليو)، والتي كانت مسؤولة عن الأمن السياسي ومكافحة التجسس في القسم. كان هناك في البداية 20 شخصًا من الروس، أتوا من تشكيل سوفييتي مثل سميرش، وإن كي جي بي، وإن كي في دي. وقام هؤلاء الأشخاص بتوجيه مكافحة التجسس البولندي حتى عام 1957. أشخاص مثل الكولونيل ديمتري فوزنييشنسكي، وهو ضابط سابق في سميرش، والكولونيل كوزوشكو، وهو ضابط في الجيش الأحمر، والعديد غيرهم. شغل الضباط السوفييتيون 100% من المناصب في المعلومات العسكرية (آي دبليو). هرعت المجموعة الأولى من البولنديين في منتصف عام 1944، وكانوا حوالي 17 شخصًا، لكنهم شغلوا منصب المترجمين الشفويين وغيرها من المناصب غير المهمة.
يجب الانتباه أيضًا إلى الأصل العرقي للضباط الذين شغلوا مناصب تنفيذية. كذلك الأمر في جهاز الأمن المدني بوزارة الأمن العام. عندما كان الضباط السوفييتيون قلما يذهبون، يفسحون بذلك مساحة للضباط «البولنديين»، وهو مفهوم نسبي للغاية بسبب أصلهم. وكمثال في أغسطس عام 1945، في نيابة رئاسة الإدارة الرئيسية للمعلومات في الجيش البولندي، سُمّي الضباط «بولنديين»: الكولونيل أناتولي (ناتان) والكولونيل يوجين فايجين زادجييسكي (كلاهما يهوديان).
استُدعي الكولونيل بيتر كوزوشكو إلى الاتحاد السوفييتي في ديسمبر عام 1945، وحل محله الكولونيل جان روتكوفشكي (شيوعي ما قبل الحرب من أصل يهودي)، وكان خلَفه، الكولونيل ستيفان كول، من أصل يهودي أيضا، وكذلك رؤساء أربعة من الأقسام الخمسة:
القسم الأول: حماية مكافحة التجسس لأركان الجيش، يقوده الكولونيل ألكساندر كوكوشين.
القسم الثاني: القضاء على جواسيس العدو، ومراقبة العمل، والمدربين، يقوده الكولونيل اغناطيوس فلينت.
القسم الثالث: استهداف عملية مكافحة التجسس، يقوده جيرزي فونكوفيتش، الذي كان على اتصال وثيق للغاية مع ضباط رفيعي المستوى في سميرش، وجهاز الاستخبارات الخارجية «إن كي ڤي دي»، والاستخبارات العسكرية السوفييتية «جي أر يو»، لكنه لم يُقبل كعميل.
القسم الرابع: التحقيقات، يقوده الكولونيل واديسلافكوهان.
القسم الخامس: العمليات-المراقبة، والتفتيش، والاعتقالات، يقوده الكولونيل فنسنت كلوبيسكي.
كان الكولونيل كوهان هو الوحيد من أصل بولندي، من المذكورين أعلاه.
تعتمد أنشطة مايسمى المعلومات العسكرية، بالإضافة للمهام التي أُنشئت لأجلها (مكافحة التجسس العسكرية)، بشكل كبير على محاربة معارضي النظام الشيوعي في الجيش البولندي. تعقبت الـ«آي دبليو» ضباط ما قبل الحرب، وضباط وجنود الجيش الوطني، ومنظمات مستقلة رئيسية أخرى. المنظمات التي كانت موالية وتخضع لأوامر الحكومة البولندية في المنفى في لندن.
قامت الآي دبليو بعمليات تطهير في الجيش ابتداء من منتصف عام 1944 وحتى عام 1945، مع تطبيق الأساليب السوفييتية المجربة، كالاعتقالات والتعذيب والمحاكمات الصورية. وكانت الآي دبليو بهذه الإجراءات، أكثر قسوة من الـ«جستابو»، البوليس السري النازي.
حُلّت مكافحة التجسس القائمة في يناير عام 1956، تحت الظروف السياسية الجديدة في بولندا بعد عام 1956، بعد أن كانت الهيئة الرئيسية للمعلومات في وزارة الدفاع الوطني في عام 1956.

### إحداث «دبليو إس دبليو»
أُسس الجهاز العسكري الداخلي (دبليو إس دبليو) بموجب الأمر رقم 1957/01 من وزير الدفاع الوطني، الذي شغله آنذاك الجنرال ماريان سبيشالسكي (مارشال بولندا منذ عام 1963)، وهو جندي وسياسي شيوعي. وُلد في عام 1906، وكان شيوعيا خلال الحرب العالمية الثانية، وهو ضابط رفيع المستوى نشيط في المقاومة الشيوعية في بولندا. عُين لاحقا رئيس الأركان العامة للحرس الشعبي، والذي أصبح بعد إعادة التنظيم خلال النصف الثاني من عام 1944 إحدى الإدارات الرئيسية في الجيش الشعبي.
بأمر من رئيس الأركان العامة للجيش الشعبي في بولندا، وهو المنصب الذي شغله آنذاك الضابط السوفييتي الجنرال جيرزي بوردزيوفسكي، ونائب وزير الدفاع أيضًا. يسمح أمره رقم 0013 بحل الإدارة الرئيسية للمعلومات في الجيش البولندي والتي تدعى (المعلومات العسكرية).
يشير الاسم إلى أنه كان عبارة عن بنية استخبارات عسكرية، ولا يزال الكثير من الناس مقتنعين بذلك. لكنها ليست الحقيقة. وتشير المادة الرئيسية إلى أن الإدارة الرئيسية للمعلومات في الجيش البولندي كانت مكافحة تجسس وبنية شرطة سياسية.

## المسؤوليات والرقابة
تولت الدبليو إس دبليو مسؤولية مكافحة التجسس العسكرية النموذجية، وواجبات الشرطة العسكرية، وهي:
- الكشف عن النشاط التجسسي في جيش بولندا الشعبي.
- القضاء على النشاط التجسسي المُكتشف.
- الكشف عن التخريب السياسي في جيش بولندا الشعبي.
- القضاء على التخريب السياسي المُكتشف.
- الكشف عن الجنود الذين يقومون بهجمات إرهابية في جيش بولندا الشعبي.
- الكشف عن الضباط والجنود الذين يقومون بأعمال تخريبية في وحدات جيش بولندا الشعبي.
- القضاء على التهديدين السابقين.
- الكشف والقضاء على التحالفات السياسية غير المشروعة، التي أنشأها الجنود والضباط في جيش بولندا الشعبي.
- مراقبة مكافحة التجسس في البحرية البولندية.
- مراقبة مكافحة التجسس في سلاح الجو، والدفاع الجوي للبلاد.
- حماية وزير الدفاع الوطني وأفراد عائلته المقربين.
- مراقبة مكافحة التجسس في المصانع العاملة بوزارة الدفاع الوطني، مثل صناعة الدبابات والأسلحة الأخرى من احتياجات الجيش والبحرية والقوات الجوية وغيرها.
- الحفاظ على الانضباط في جيش بولندا الشعبي.
- مباشرة التحقيقات في القضايا الجنائية التي يكون فيها المشتبه بهم ضباطًا أو جنودًا في جيش بولندا الشعبي.
- إجراء محاكمات للجنود الذين فروا أو لم يعودوا بتصريح (يعيش في المنزل).

## الإشراف على التجنيد في جيش بولندا الشعبي
لم يكن الجهاز العسكري الداخلي جزءا من الأركان العامة. إذ يعمل بشكل مستقل عن هيئة الأركان العامة، وكان للجهاز العسكري الداخلي مجالًا أكبر للمناورات.
كانت دبليو إس دبليو/إم آي إس جزءًا من وزارة الدفاع الوطني كأحد إداراتها. وكان الاسم الدقيق لها هو هيئة القيادة المركزية للجهاز العسكري الداخلي.
خضع الجهاز العسكري الداخلي كجزء من وزارة الدفاع الوطني لجمهورية بولندا (إم أو إن)، للمراقبة ولأوامر أحد نواب وزراء الدفاع الوطني، أو النائب الأول لوزير الدفاع الوطني.